# Brendon Davids
Brendon Davids (Pietermaritzburg, 4 februari 1993) is een Zuid-Afrikaans mountainbiker en wegwielrenner die anno 2023 rijdt voor CCACHE x Par Küp.

## Carrière
In maart 2013 werd Davids Afrikaans kampioen crosscountry bij de beloften. Later dat jaar werd hij negentiende op het wereldkampioenschap voor beloften.
Op de weg werd Davids in 2017 tiende in het nationale kampioenschap tijdrijden. Later dat jaar werd hij onder meer twaalfde in het eindklassement van de Tour Meles Zenawi en won hij een etappe in de Jelajah Malaysia. Door zijn ritoverwinning in Maleisië nam hij de leiderstrui over van zijn teamgenoot Ryan Thomas. In de overige twee etappes wist hij zijn leidende positie met succes te verdedigen, waardoor hij Arvin Moazemi opvolgde als winnaar van de Maleisische etappekoers.
In 2018 maakte Davids de overstap naar Bennelong SwissWellness Cycling Team. Zijn debuut voor de ploeg maakte hij in de New Zealand Cycle Classic, waar hij op de veertiende plaats in het algemeen klassement eindigde.
Tussen 2019 en 2020 was Davids actief bij Oliver's Real Food. In 2023 koerst hij wederom een jaar voor dezelfde ploeg, die in dat jaar een andere naam aannam; CCACHE x Par Küp.

## Overwinningen
2013
 Afrikaans kampioen crosscountry, Beloften
2017
3e etappe Jelajah Malaysia
Eindklassement Jelajah Malaysia
2019
2e etappe PRUride PH

## Ploegen
- 2018 –  Bennelong SwissWellness Cycling Team
- 2019 –  Oliver's Real Food
- 2020 –  Oliver's Real Food
- 2023 –  CCACHE x Par Küp